# Quilliam
Quilliam è un think tank con sede a Londra che si focalizza su questioni "contro l'estremismo", e nello specifico di carattere islamico che ritiene sia la causa del terrorismo islamico.
Fondato come " The Quilliam Foundation", compie un'azione di lobbying nei confronti del governo e delle istituzioni pubbliche per ottenere politiche più sfumate nei confronti dell'Islam e al bisogno di grandi democrazie nel mondo musulmano.
Secondo il suo fondatore Majid Nawaz, "Noi desideriamo la crescita di consapevolezza intorno all'islamismo"; e anche "Voglio dimostrare come l'ideologia islamista è incompatibile con l'Islam. In seconda istanza... sviluppare un Islam occidentale che sia di casa in Gran Bretagna e in Europa... invertire la radicalizzazione prendendo i loro argomenti e ritorcerglieli contro".
Il nome dell'organizzazione è preso da William Quilliam, un britannico del XIX secolo convertitosi all'Islam e che fondò la prima moschea in Inghilterra.